# Pedro García Montalvo
Pedro García Montalvo (Murcia, 1951) es un escritor español.

## Biografía
Nació en Murcia en 1951, en cuya Universidad realiza estudios de Filosofía y Letras. Se doctora en esta misma universidad con una tesis titulada "La obra literaria de George Santayana". Durante el año 1975 obtiene una Beca de la Fundación Juan March para efectuar una investigación sobre temas literarios en la Universidad de Illinois (Urbana-Champaign, Estados Unidos), donde permanece adscrito al Spanish, Italian and Portuguese Department. Ha efectuado traducciones del inglés, como la selección de escritos de Malcolm Lowry agrupada bajo el título "Ghostkeeper y Los Relatos de Juventud", para la Editorial Pre-Textos, de Valencia (1978). En la actualidad ejerce como profesor del Departamento de Didáctica de la Lengua y la Literatura, en la Facultad de Educación de la Universidad de Murcia.

## Obra de creación
Novela
- “EL INTERMEDIARIO”. Editorial Seix Barral. Barcelona. 1983.
- “UNA HISTORIA MADRILEÑA”. Editorial Seix Barral. Barcelona. 1988.

Esta novela quedó en segundo lugar, como finalista, del Premio de la Crítica de dicho año.
En el año 1991 fue llevada al cine por el director José Luis Cuerda, con el título de "La viuda del Capitán Estrada". El film fue seleccionado para el Festival de Montreal.
- “LAS LUCES DEL DÍA”. Editorial Pre-Textos. Valencia. 1997

Esta novela obtuvo el “Premio al Mejor Libro del Año” de la Asociación de Lectores de Murcia.
- “RETRATO DE DOS HERMANAS”. Ediciones Destino. Colección: Áncora y Delfín.  Barcelona. 2004.

- “EL RELÁMPAGO INMÓVIL” Ediciones Destino. Colección Áncora y Delfín. Barcelona 2009.

Cuentos
- “LA PRIMAVERA EN VIAJE HACIA EL INVIERNO”. Colección de relatos publicada por Alcalá Narrativa. Alcalá de Henares. l981.

Reeditada en Editora Regional de Murcia. 1983.
- “LOS AMORES Y LAS VIDAS”. Colección de relatos. Editora Regional de Murcia. l983.

## Ensayos y artículos
- “EL AIRE LIBRE”. Col. La Veleta. Editorial Comares. Granada. 2002.